# Carlos Pellegrini (subte de Buenos Aires)
Carlos Pellegrini es una estación de la línea B de la red de subterráneos de la Ciudad de Buenos Aires inaugurada el 22 de junio de 1931. Está emplazada debajo de la Avenida Corrientes y su intersección con la calle Carlos Pellegrini. Es posible realizar combinación con las estaciones Diagonal Norte y 9 de Julio de las líneas C y D respectivamente. También se es posible ingresar a la estación por medio de la Galería Obelisco Norte, un pasaje subterráneo comercial.
Esta estación fue terminal provisoria de la línea B, hasta la extensión a la estación Leandro N. Alem en 1931.
Posee dos escaleras de acceso principal y dos escaleras mecánicas para subir al nivel superior.

## Decoración
En el entrepiso existe un bajorrelieve en homenaje a Federico Lacroze, y un mural hecho en cerámica de Pablo Siquier.

## Hitos urbanos
Se encuentran en las cercanías de esta:
- Plaza de la República
  - Obelisco de Buenos Aires
- Avenida 9 de Julio
- Teatro Colón
- Teatro Gran Rex
- Teatro Ópera
- Teatro Broadway
- Edificio del Plata
- Teatro El Nacional
- El Bar Notable Confitería Ideal
- Casas de las provincias de La Pampa, Salta y Chubut
- Edificio El Trust
- Edificio República
- Escuela de Danzas Aída Victoria Mastrazzi
- Escuela Primaria Común N.º 9 Familia de Cabezón
- Centro Educativo de Nivel Secundario N.º 26

## Imágenes

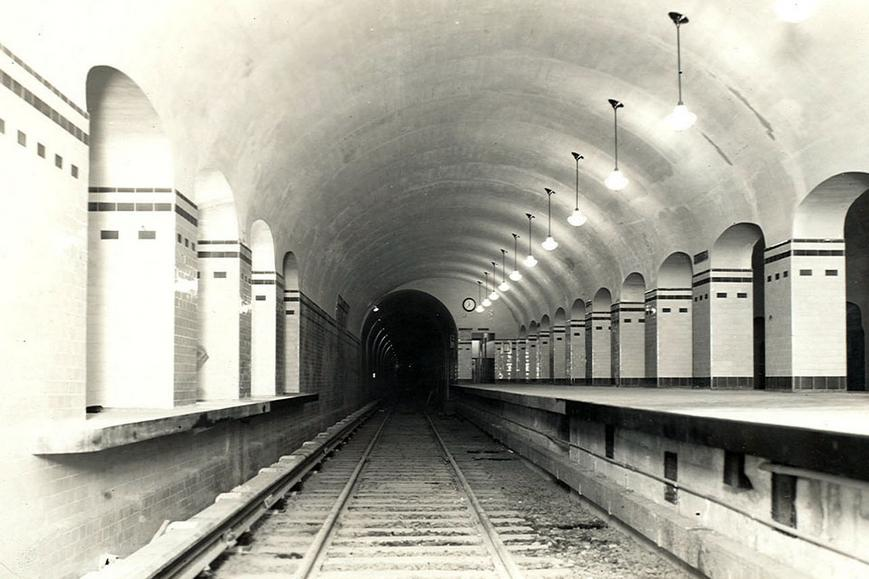
Aspecto original de la estación, 1931
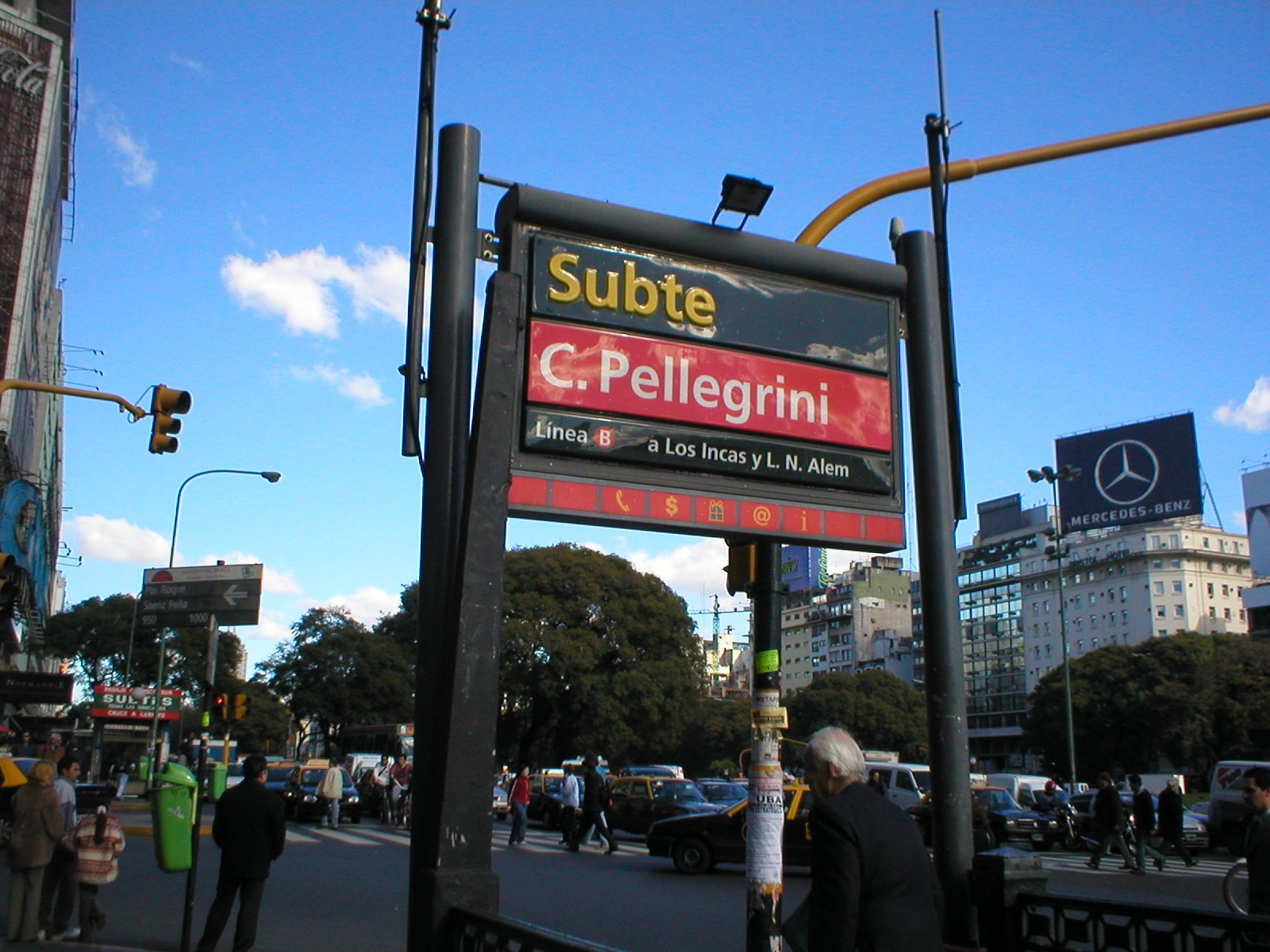
Cartel en acceso, año 2005
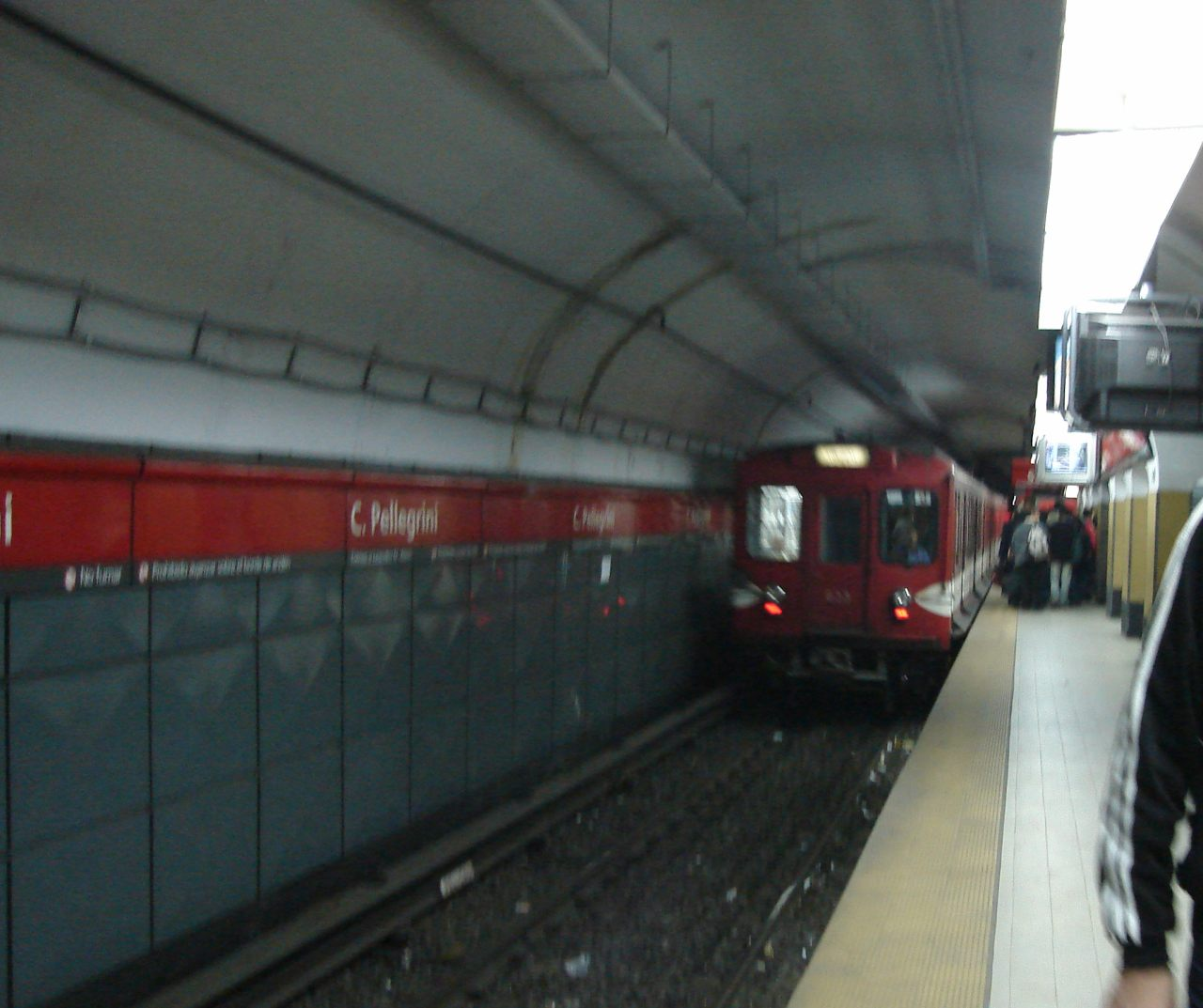
Otra vista de la estación
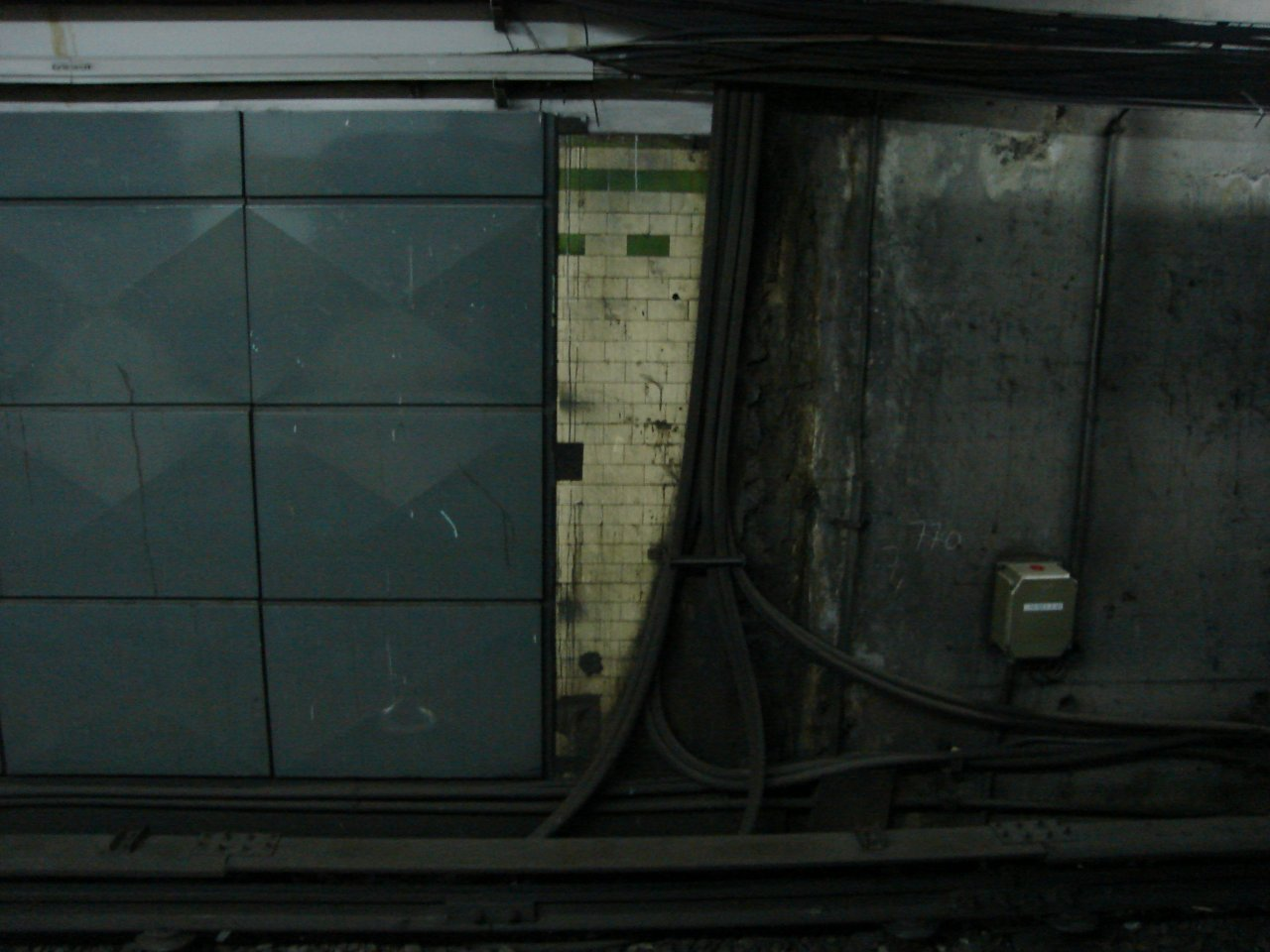
Porción del alicatado original
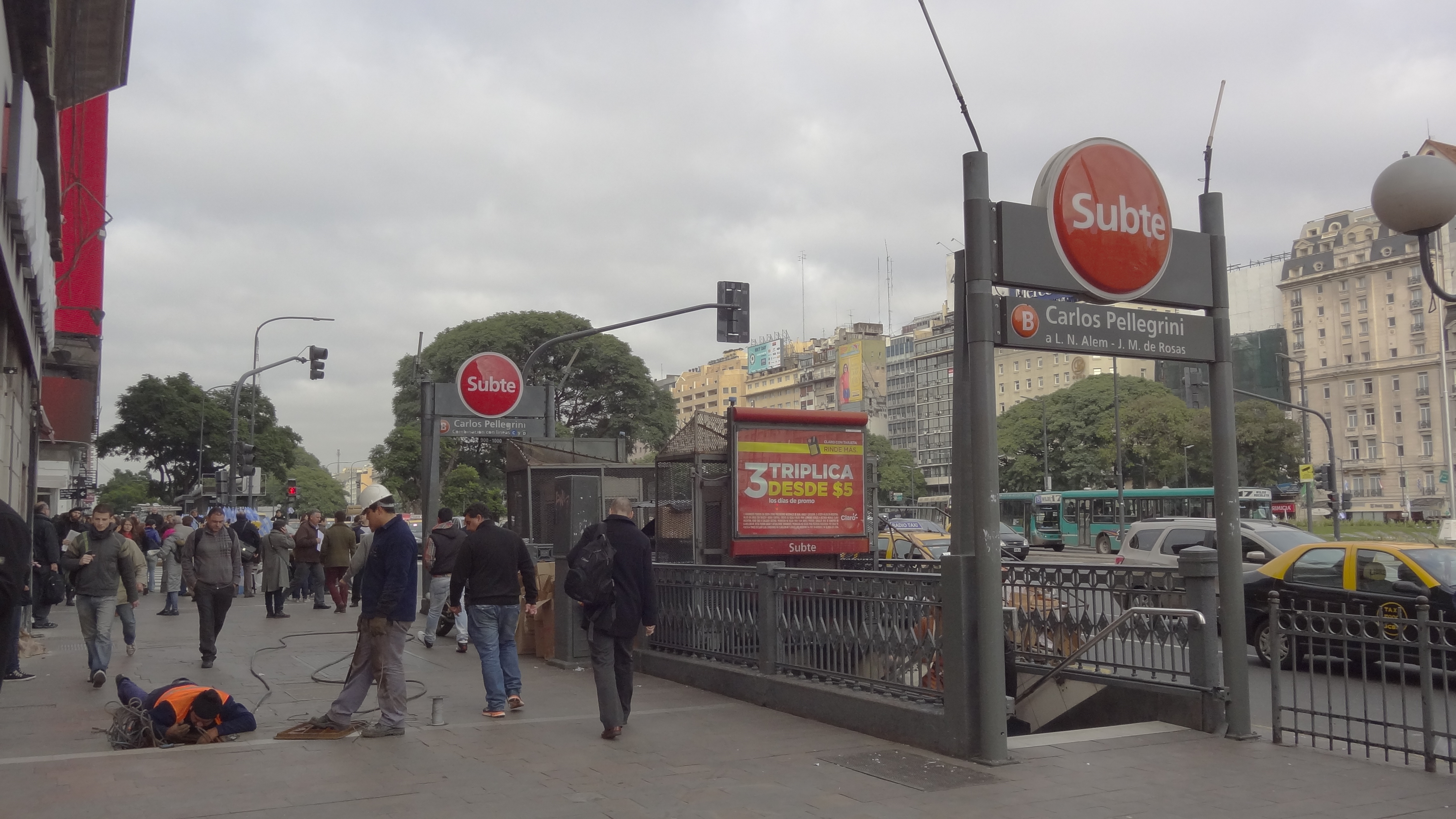
Acceso en 2014